# Doña Paz
Doña Paz var en färja som den 20 december 1987 kolliderade med tankfartyget Vector i Filippinerna, fattade eld och sjönk. Antalet döda har beräknats till minst 4 375 personer, och olyckan är den fartygsolycka som krävt flest dödsoffer i fredstid.